# Bitumenace
Bitumenace spočívá ve smísení odpadu s roztavenou hmotou, jako je např. bitumenová (asfaltová) živice, kamenouhelný dehet, síra apod. Bitumenace je vhodná pro fixaci kalů nebo kapalných koncentrátů, používá se též pro likvidaci jaderného odpadu. Provádí se za zvýšených teplot a ve srovnání s cementací má vzniklý produkt menší objem a nižší vyluhovatelnost.